# 원피스 18기
일본 애니메이션 《원피스》 18기 '조(ジョー),(Zou)는 오다 에이치로의 원작 만화를 기반으로 도에이 애니메이션이 제작하고 미야모토 히로아키가 감독한 열여덟 번째 시즌이다. 회차는 총 32회 (751화 ~ 782화)에 달한며, 2016년 7월 31일 ~ 2017년 3월 5일동안 방송되었다. 단행본에서는 80권~82권인 3권으로, 원작에서는 802화 ~ 824화인 23화에 걸쳐 2015년 10월 5일 ~ 2016년 4월 25일동안 나왔다. 
원피스 18기인 조 편에서는, 전 편인 드레스로자 편에서 칠무해 돈키호테 도플라밍고를 격파하고 킨에몬, 칸주로, 트라팔가 로와 함께 조로 향한 밀짚모자 일당에 대해서 나온다. 조 편에서는 원피스의 등장인물들 중 주연인 상디의 과거사와 그의 가족들에 대해서 나오고, 상디가 빅맘 해적단의 일원인 샬롯 푸딩과 정략결혼을 하기로 했다는 충격적인 소식을 듣는다. 그리고 그들은 밍크족 전사들인 페드로와 캐럿과 함께 홀케이크 아일랜드에서 상디를 탈환하고 로드 포네그리프를 가져오기로 결정한다. 